# José Carlos Teixeira
José Carlos Mesquita Teixeira (Itabaiana, 3 de maio de 1936 — Aracaju, 29 de maio de 2018) foi um contabilista e político brasileiro. Foi deputado federal por Sergipe por quatro mandatos, prefeito de Aracaju (1985-1986) e vice-governador do Estado em 1990.

## Biografia
Filho de Oviêdo Teixeira e Alda Mesquita Teixeira, formou-se Técnico em Contabilidade na Escola Técnica de Comércio Tobias Barreto. Cinco anos após sua formatura enveredou pela política e em 1962 foi eleito deputado federal pelo PSD sendo um dos poucos membros da legenda a fazer oposição ao Regime Militar de 1964 ingressando no MDB, partido do qual foi um dos fundadores e primeiro presidente da legenda em Sergipe (1966-1975). Reeleito em 1966, não logrou êxito na disputa por um novo mandato em 1970, mas atuou como membro do Conselho Nacional de Telecomunicações (CONTEL). Reeleito deputado federal em 1974, foi vice-presidente do Sindicato das Indústrias Gráficas, vice-presidente (1974-1976) e diretor da Federação das Indústrias do Distrito Federal (1979-1982) e presidente do Instituto de Previdência dos Congressistas (IPC) entre 1977 e 1978. Em 1978 foi candidato a senador sendo derrotado por Passos Porto, da ARENA.
Com o retorno do pluripartidarismo foi um dos fundadores e primeiro presidente do PMDB em seu estado e conquistou seu quarto mandato de depurado federal em 1982. Encerrado o ciclo de governos militares, foi nomeado prefeito de Aracaju pelo governador João Alves Filho exercendo o mandato entre 30 de maio de 1985 e 1º de janeiro de 1986 quando transmitiu o cargo ao seu correligionário Jackson Barreto, o primeiro prefeito da cidade eleito pelo voto popular após vinte anos. Nas eleições de 15 de novembro de 1986 foi o único dos vinte e três candidatos a governador do PMDB a não vencer as eleições visto que os sergipanos elegeram o pefelista Antônio Carlos Valadares. Findo o seu mandato parlamentar foi nomeado Diretor de Captação da Caixa Econômica Federal (1987-1989) pelo presidente José Sarney. Em 1990 foi eleito vice-governador de Sergipe na chapa que reconduziu João Alves Filho ao governo.